# 佐々木大樹 (彫刻家)
佐々木 大樹（ささき たいじゅ、1889年12月25日 - 1978年11月8日）は、日本の彫刻家。

## 来歴
1889年、富山県下新川郡愛本村大字音沢村（現在の黒部市宇奈月町音沢）生まれ。本名、長次郎。黒難温泉を経営する裕福な家庭に生まれ、男女7人兄妹の下から2番目の子であった。
富山県立工芸学校（現在の高岡工芸高等学校）を経て、1914年、東京美術学校彫刻科本科彫部卒業。1920年、第2回帝国美術院展覧会に出品した「誕生の頃」が特選に選ばれ、1929年には「紫津久」で帝国美術院賞を受賞した。1935年、帝国美術学校（現・武蔵野美術大学）の教授となる。1937年、ヘレン・ケラーに塙保己一の像を贈る。1951年、多摩美術大学教授。1957年、同大学理事に就任。1958年、69歳で日本美術展覧会評議員に就任。1971年、宇奈月町名誉町民。
1975年から大観音像（平和の像）制作に着手し、原型が完成して中間像まで作成したものの、1978年11月8日に死去。大観音像は五男の佐々木日出雄が制作を引継ぎ、1982年10月に高さ12.7m、重さ29tのブロンズ像が完成し、黒部市の大原山山頂（標高565.8m）に建てられた。